# 季亞基夫卡 (布倫區)
51°10′39″N 34°1′58″E / 51.17750°N 34.03278°E
迪亞基夫卡（烏克蘭語：Дяківка）是位於烏克蘭東北部的村莊，由蘇梅州科諾托普區的布林市鎮負責管轄。該村處於什洛卡爾卡附近，距離新米爾1.5公里，海拔高度165米，2001年人口707。